# 何平 (1965年)
何平（1965年11月—），男，中华人民共和国外交官，曾任中华人民共和国驻新潟总领事。

## 生平
1985年，毕业于广州外国语学院，进入外交学院进修。1986年，进入中华人民共和国外交部工作，先后在外交部亚洲司、外交部领事司、驻札幌总领事馆、外交部机关及驻外机构服务中心、驻大阪总领事馆任职。2007年，任外交部领事司参赞兼领保中心主任。2011年，任公安部禁毒局副局长。2014年2月，出任中华人民共和国驻新潟总领事。2017年1月，自驻新潟总领事离任。